# کوکب (سرده)
کوکب (نام علمی:  Dahlia) گل بومی مکزیک، آمریکای مرکزی، و کلمبیا است. دست کم ۳۶ گونه از این گل شناخته شده‌است که بعضی از آن‌ها تا ۱۰ متر قد می‌کشند.
گل‌های کوکب در اواخر تابستان و اوایل پاییز  می رویند. این گل‌ها به وسیله تقسیم غدد یا قلمه و گاهی بذر تکثیر می‌شوند. غده‌های کوکب تحمل سرمای زیاد را ندارند. باید قبل از سرد شدن هوا، از زمین بیرون آورده و همراه با کمی خاک در جای خشک و خنک نگهداری کرده و در بهار دوباره کاشت. رنگ گل‌های کوکب زرد، بنفش، سفید، قرمز است. گل‌هایش درشت و زیباست.

## خواص دارویی
برای ضدعفونی کردن زخم‌ها از جوشانده ان استفاده می وشد. برای دفع ترک‌های لب و پاشنهٔ پا به مدت یک ماه ۱۰۰ گرم از گل‌های کوکب را در بادام تلخ گذاشته و بعد از صاف کردن هر روز بر روی محل ترک‌ها و زخم‌های پا و لب مالیده شود. در کتاب تحفه الملوک گل کوکب درمان‌کننده دفع ورم روده و معده و کم اشتهایی معرفی شده‌است.